# Террафеміна
Terrafemina — французький жіночий онлайн-журнал, заснований в 2008 році підприємицею Веронікою Моралі, зі штаб-квартирою в Парижі. Журнал підтримується компанією TF Group Co. 
В травні 2013 року Terrafemina об'єдналася з компанією Webedia.